# ペトロス・マテウス・ドス・サントス・アラウージョ
ペトロス（Petros）ことペトロス・マテウス・ドス・サントス・アラウージョ（ポルトガル語: Petros Matheus dos Santos Araújo、1989年5月29日 - ）は、ブラジルのサッカー選手。ポジションはMF。

## クラブ歴
ECヴィトーリアの下部組織出身。2008年にトップチームからデモクラータFCに期限付き移籍して選手となった。翌年はリオ・ブランコACに期限付き移籍。
2009年12月29日にフルミネンセ・フェイラFCに完全移籍した。
2012年1月にボアECに移籍5月30日のカンピオナート・ブラジレイロ・セリエBでガブリエウ・ダヴィスに代わって途中出場しプロ初出場を記録した。同年7月10日の同リーグでプロ初得点を記録した。
2013年12月17日にCAペナポレンセに完全移籍。
2014年4月5日、カンピオナート・パウリスタで活躍した彼は、SCコリンチャンス・パウリスタに単年契約で移籍。同月20日に移籍後初出場、7月15日には所有権の50%を買い取って8月1日からの4年契約を新たに締結した。移籍後初得点も同月末に記録した。8月10日の試合では審判のハファエウ・クラウスを故意に突いたため、8日後に6ヶ月の出場停止処分を言い渡されたが、9月11日に3ヶ月へと減刑された。
2015年6月22日、プリメーラ・ディビシオンに昇格したレアル・ベティスに4年契約、150万ユーロと推定される移籍金で移籍。公式発表はその3日後に為された。8月29日の試合でアルフレッド・エンディアイェに代わって途中出場し移籍後初出場。9月24日に移籍後初得点を記録した。
2017年6月21日にサンパウロFCが所有権の50%を買い取り移籍。同月26日にブラジルに戻り、29日に契約書にサインした。背番号は6番となった。
2018年6月27日にアル・ナスルに2年契約で完全移籍。